# James Craik
James Craik es una ciudad que se encuentra en el departamento Tercero Arriba, provincia de Córdoba, Argentina. Está inmersa en el corazón de la llanura pampeana, región de la República Argentina con un gran desarrollo agrícola-ganadero.

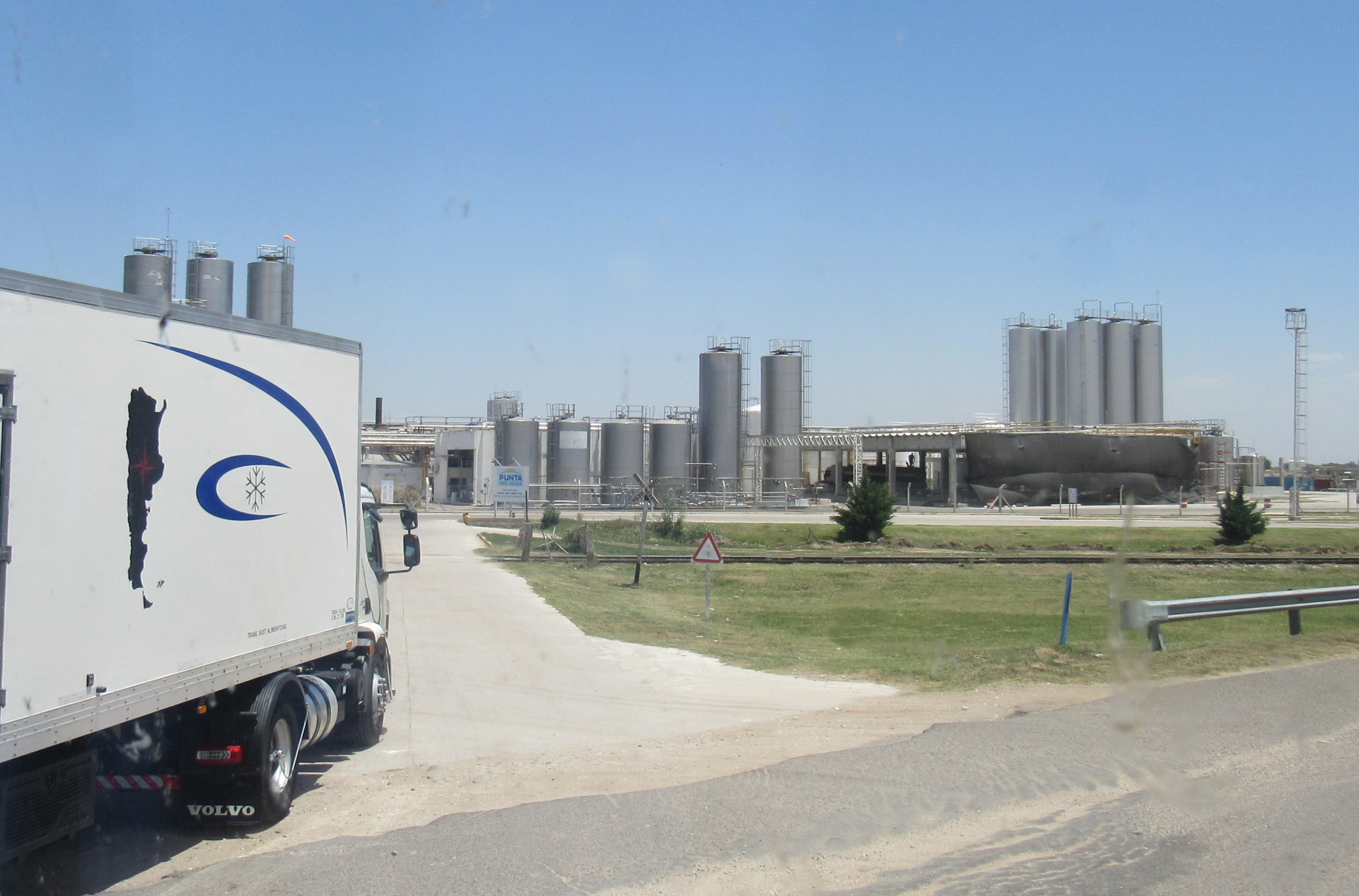
Fábrica de lácteos Punta del Agua, en el acceso norte de la localidad

James Craik es la Capital Nacional del Tambo.

## Toponimia
Su nombre se debe a James Craik, empresario escocés nacido en 1848, en Castle Douglas, Dumfriesshire Escocia, que en 1881 ocupó la gerencia del Ferrocarril Central Argentino. En realidad su nombre primitivo era "Chañares" y por una costumbre de uso al denominarse la estación de ferrocarril James Craik fue generando la costumbre de llamar a la localidad del mismo modo.

## Símbolos locales

### Bandera
Autora: Gladys Comba de Caballero.
Definición
- Celeste: Basado en el color del cielo y los colores de la Bandera Argentina.
- Rojo: Pasión, amor a nuestra localidad.
- Blanco: Significa la pureza en que se debe conservar nuestro pueblo.
- Dos soles: Significan el curso de los dos arroyos (de sol a sol) que también se encuentran representados en el escudo de nuestra localidad.
- Rama de chañar: Hace honor al nombre antiguo de nuestro pueblo: Chañares.

### Escudo
Autor: Oscar Manuel Ferradans
Descripción heráldica
El Escudo se adapta a la forma polaca.
Un campo de gules, representativo de aurora o nacimiento.
Color del fuego y la obligación del gules será socorrer a los injustamente oprimidos. Se patentiza por el ardor en la vocación de servicio, por el amor y defensa del ser amado: Dios, la Patria y la Familia.
Dos ramas de chañar de su color en el corazón, que se extienden desde el flanco diestro al siniestro.
Simbolizan el pasado y el futuro. Sus frutos sirvieron para el aborigen como alimento. Son incluidas por haber sido el vegetal que dio nombre a la antigua Cañada de los Chañares y estancia local.
Dos soles de Oro que simbolizan los autóctonos de leyenda.
En lo que se refiere a la orientación del Arroyo Totoralejo, los expedientes consultados atestiguan, que el arroyo Azna corría de sol a sol, es decir de poniente a oriente. Su metal simboliza la caridad entre las virtudes teologales y entre las calidades humanas la nobleza, la generosidad, el esplendor, la soberanía, el amor, la alegría, el poder y la constancia.
Dos gemelas de plata en punta representan por su número los dos arroyos que enmarcaron el lugar donde surgió nuestro pueblo, de arcaica tradición autóctona: "totoralejo" y "chapa" (durante la colonia tomaron los nombres de "del pino" y "azna"). Con su paralelismo se simbolizan las vías férreas, que a su paso por el lugar, dieron nacimiento al nuevo asentamiento poblacional e incluso al actual nombre del pueblo.
Un lambrequín, que como timbre es una bandera argentina que en su centro lleva el año de nacimiento de la población.
Detalles: en las ramas de chañar se observa una “agalla” (neoformación producida por insectos galícolas, que encastran huevos en los tejidos de la planta que reacciona produciéndola)

### Himno A James Craik
Autora: Nelly Patritti de Trepat

## Geografía

### Población
Cuenta con 5988 habitantes (Indec, 2022), lo que representa un incremento del 14,5% frente a los 5110 habitantes (Indec, 2010) del censo anterior.
| Gráfica de evolución demográfica de James Craik entre 1991 y 2022 |
|                                                                   |
| Fuente: Censos nacionales del INDEC                               |

## Parroquias de la Iglesia católica en James Craik
| Diócesis  | Villa María |
| --------- | ----------- |
| Parroquia | San Roque   |